# Bazylika Dolochopi
Bazylika Dolochopi (gruz. დოლოჭოპის ბაზილიკა) – wczesnochrześcijańska świątynia znajdująca się w Kachetii we wschodniej Gruzji, w pobliżu Kwareli. Zbudowana w V w., uległa zniszczeniu w VIII w., współcześnie zachowały się tylko ruiny. W 2016 została wpisana na listę narodowych zabytków kultury.

## Odkrycie
Ruiny znajdują się na terenie stanowiska archeologicznego Nekresi. Stanowisko to zostało zidentyfikowane w latach 80. XX w. W 2004 ekspedycja z Państwowego Muzeum Historii Gruzji (Gruzińskiego Muzeum Simona Janashii, სიმონ ჯანაშიას სახელობის საქართველოს მუზეუმი) odkryła na prawym brzegu rzeki Duruji, na porośniętym lasami terenie dawnej osady wczesnośredniowiecznej ruiny obiektu sakralnego, który został nazwany bazyliką Dolochopi, od nazwy miejscowości położonej w przeszłości na tym terenie. W latach 2012–2015 Narodowa Agencja Ochrony Dziedzictwa Kulturowego Gruzji (Georgian National Agency for Cultural Heritage Preservation, კულტურული მემკვიდრეობის დაცვის ეროვნული სააგენტო) sfinansowała badania archeologiczne prowadzone we współpracy z Gruzińskim Muzeum Narodowym i Państwowym Uniwersytetem Ilia. W trakcie prac dokonano skanowania laserowego i na podstawie uzyskanych wyników stworzono modele 2D i 3D.

## Opis i historia
Bazylika Dolochopi była trójkościelną bazyliką (three-church basilica, სამეკლესიანი ბაზილიკა) – charakterystycznym typem bazyliki wznoszonym w Gruzji w pierwszych wiekach chrześcijaństwa. Długa na 44 m i szeroka na 29 m jest największa spośród bazylik, jakie do tej pory (2022) odkryto we wschodniej Gruzji. Środkowa część o wymiarach 35,7 na 18 m jest podzielona na 3 części przez 5 par kolumn zbudowanych na planie krzyża. W ścianach południowej, zachodniej i północnej znajdowały się drzwi wejściowe.
Świątynia zbudowana była z wapienia łupanego, a detale (łuki, kapitele itp.) zostały wykonane z łatwo rzeźbionego kamienia szirimskiego. Nawę główną wieńczy od wschodu czterostopniowy synthronon, a nawy boczne zamknięte są prostokątnymi pastoforiami. Resztki gwoździ i ślady węgla drzewnego znalezione na poziomie posadzki oraz znalezione fragmenty dachówek sugerują, że dach bazyliki był pokryty biało-czerwoną dachówką ułożoną nie na kamiennych łukach, lecz na drewnianej konstrukcji belkowej, podobnie jak w większości wczesnochrześcijańskich bazylik ze świata rzymsko-bizantyjskiego. Ten typ budowy świadczy prawdopodobnie o przeszczepieniu w początkach chrześcijaństwa na terenie Gruzji wzorów z Bizancjum, które dopiero później zostały dostosowane do lokalnych tradycji architektonicznych.
Bazylikę wzniesiono w połowie V wieku na ruinach wcześniejszego kościoła, być może po trzęsieniu ziemi, które zniszczyło pobliską starszą bazylikę Chabukauri. W historii kościoła możemy wyróżnić trzy okresy:
- V–VIII/IX w.: budowa i użytkowanie kościoła. Okres ten kończy pożar bazyliki (być może wskutek najazdu wroga), która nie zostaje w pełni odbudowana z powodu upadku gospodarczego miasta;
- IX–XI w.: częściowo odbudowany kościół używany do momentu kolejnego najazdu lub katastrofy;
- XII–XIII w: ruiny zostają zasypane, a miejsce to okoliczna ludność wykorzystuje jako cmentarz, pamiętając o sakralnej przeszłości. Północna nawa jest wykorzystywana jako kaplica cmentarna[8].

Cmentarz przestał być używany na przełomie XIV i XV w. prawdopodobnie na skutek najazdu Timura Chromego.